# Waregem in de Eerste Wereldoorlog

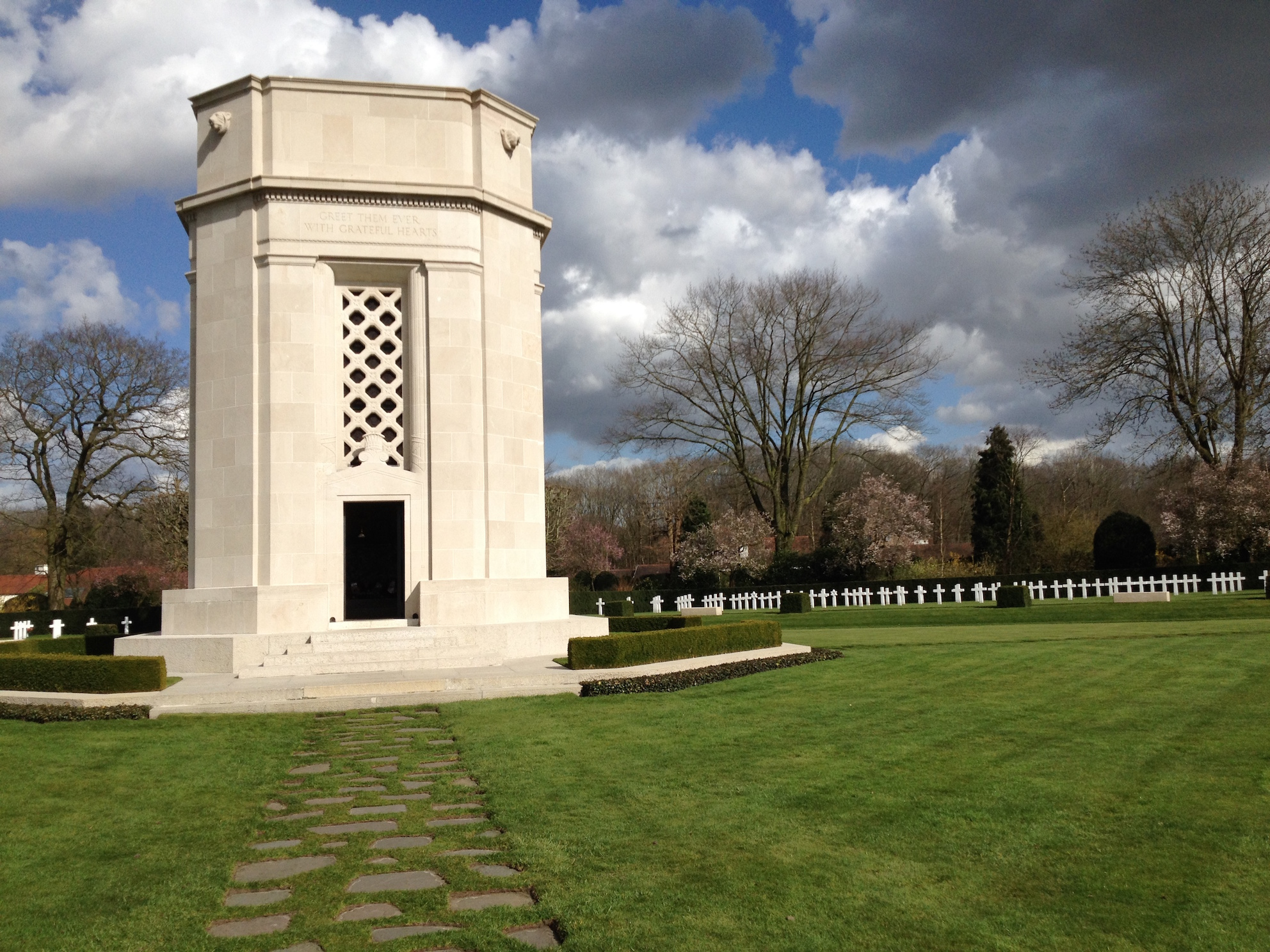
Amerikaanse begraafplaats Waregem

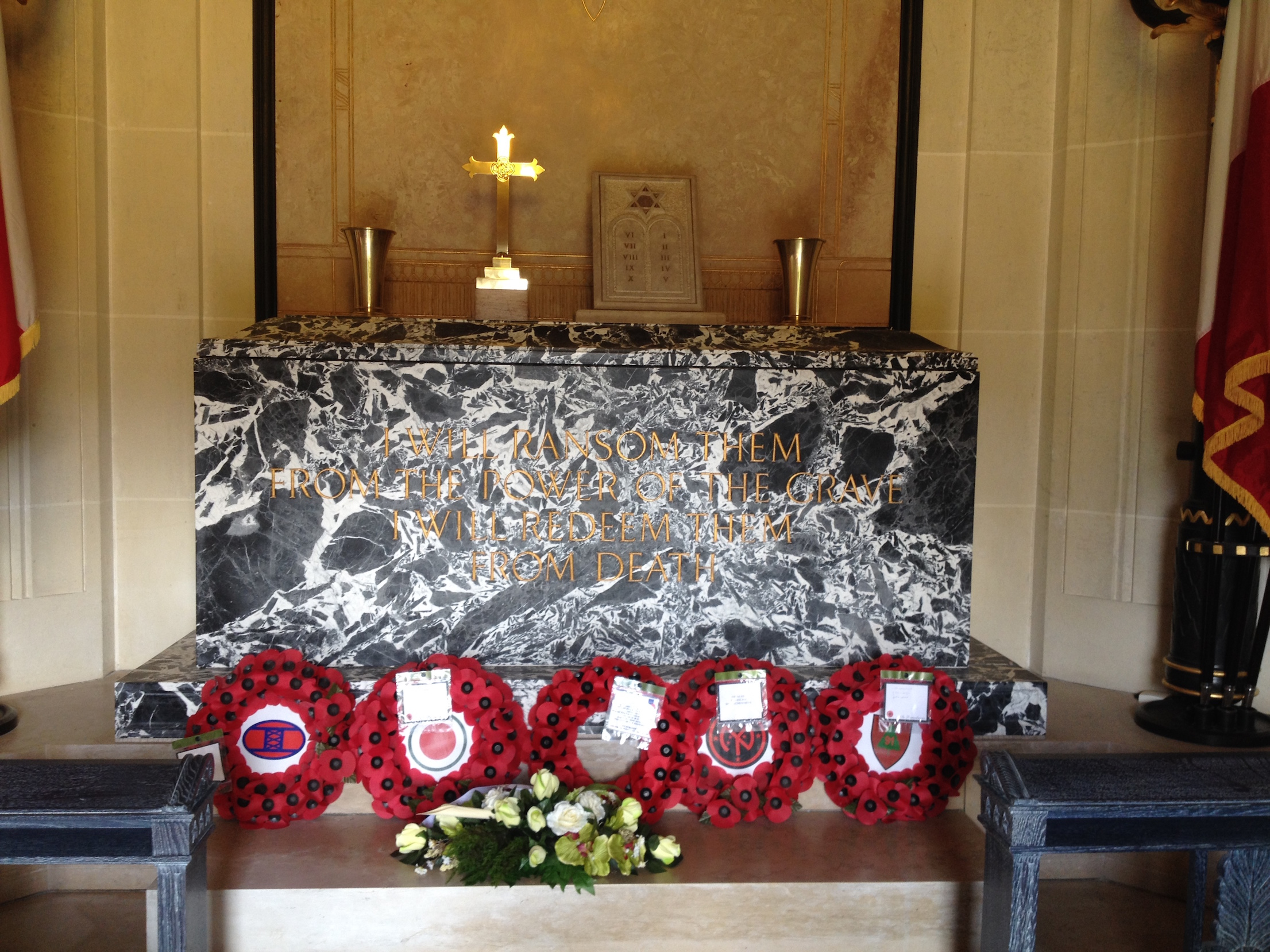
Gedenkplaats kapel

Waregem was van oktober 1914 tot eind oktober 1918 een belangrijk verkeerscentrum in het etappegebied voor de Duitse troepen. Amerikaanse en Franse troepen voerden in 1918 een hevige strijd om de bevrijding van de gemeente.

## Vooraf
Na de Oostenrijkse oorlogsverklaring rekende België erop om net als in 1870 opnieuw te kunnen vasthouden aan haar neutraliteit en weigerde Duitsland de vrije doorgang. Op dinsdag 4 augustus verklaarde Duitsland België de oorlog en staken de eerste Duitse soldaten de Belgische grens over. Onmiddellijk werd de streek rond Waregem overspoeld met vaderlandslievende jonge mannen. Zes Waregemnaren gingen vrijwillig in het Belgische leger. De eerste Duitse verkenners te paard arriveerden op 21 augustus in Kruishoutem en twee dagen later in Waregem. De dag erna aten ze op kosten van het Waregemse gemeentebestuur, stalen de kas van de stationsoverste en die van de postmeester. In het station vernietigden ze alle communicatiemiddelen. Vluchtersmaandag zorgde voor een angstpsychose en de mannelijke plattelandsbevolking vluchtte en verschool zich in aalputten, schoorstenen, overal waar men dacht veilig te zijn. De meesten brachten de nacht door in open lucht of in de bossen. De paniek bleek ongegrond en men keerde de dag erna terug. Het duurde niet lang voor een groep Duitsers in Deerlijk slaags raakte. Een van hen werd gedood, één gewond en één huzaar werd gevangengenomen. De rest vluchtte richting Waregem.

## Civielarbeiders
Ongehuwde en werkloze mannen werden opgeëist en stond vlak achter het front zware arbeid te wachten. Ze werden ingezet om de Hindenburglinie aan te leggen, loopgraven delven, prikkeldraad spannen, werken in de steengroeven, fabrieken ontmantelen enz. Sommigen van hen probeerden te vluchten maar stierven onderweg door uitputting, honger en kou. Later in de oorlog moesten zelfs veertien- en vijftienjarigen gaan werken in het pionierspark te Menen. Daar hadden ze de taak zandzakjes te vullen en netjes gebruiksklaar te stapelen. Na drie weken lieten de Duitsers de kinderen vrij.

## Bezet
Naast het gemeentebestuur bepaalde het Duitse bestuur wat kon en niet. Wapenbezit was verboden, Belgische vlaggen werden aangeslagen en de Waregemnaren werden beperkt in hun bewegingsvrijheid. Na acht uur mocht niemand meer buiten, behalve wie een legitimatiebewijs had: geneesheren, gemeentepersoneel en geestelijken. De identiteitskaart voor al wie 15 jaar of ouder was, werd na de oorlog overgenomen door de Belgische staat. Soldaten logeerden bij de burgers en industriële panden werden opgeëist als werkplaats. Bij het station van Sint-Eloois-Vijve richtten de Duitsers een pionierspark in, een voorraad- en werkplaats. Er werkten op sommige momenten meer dan zeshonderd opgeëiste burgers. 
De Duitsers eisten veel op tegen onredelijke prijzen: metalen, houtsoorten (notelaar), paarden, landbouwproducten, auto’s, fietsen, boerenkarren, dekens, bouwmaterialen … Fabrieken en magazijnen werden afgebroken en op een andere plek opgebouwd waar men ze 'meer nodig had'. Duiven (boodschappers voor spionnen) werden in beslag genomen en opgesloten. Niet aangeven of achterhouden van opgeëiste goederen kon een fikse boete, dwangarbeid of deportatie betekenen. Smokkel van voedsel en woekerprijzen op de zwarte markt waren hiervan het gevolg.

## Verkeerscentrum
De bezetter zag Waregem als verkeerscentrum en breidde het station uit voor het goederenvervoer over het spoor. Vier dagen voor de bevrijding bliezen de Duitsers het station terug op. In 1917 werden in Desselgem twee vliegvelden aangelegd.

## Burgerlijk leven
Ziektes als cholera en tyfus waren uitgeroeid maar de meeste slachtoffers van ziekte stierven aan kroep en dysenterie. Op het einde van de oorlog was er een uitbraak van Spaanse griep zowel bij burgers als soldaten. Veel mensen leefden in armoede en overleefden dankzij het met Amerikaanse steun opgerichte Nationaal Hulp- en Voedselcomité. Adolf Vandewiele bouwde een sociale woonwijk en liet de gezinnen met een vader-soldaat daar vanaf het begin van de oorlog gratis wonen. Ook het onderwijs werd onmogelijk. Pas na lang aandringen van de ouders werd in het klooster van de paters oblaten middelbaar onderwijs voorzien.

## Kinderslachtoffers

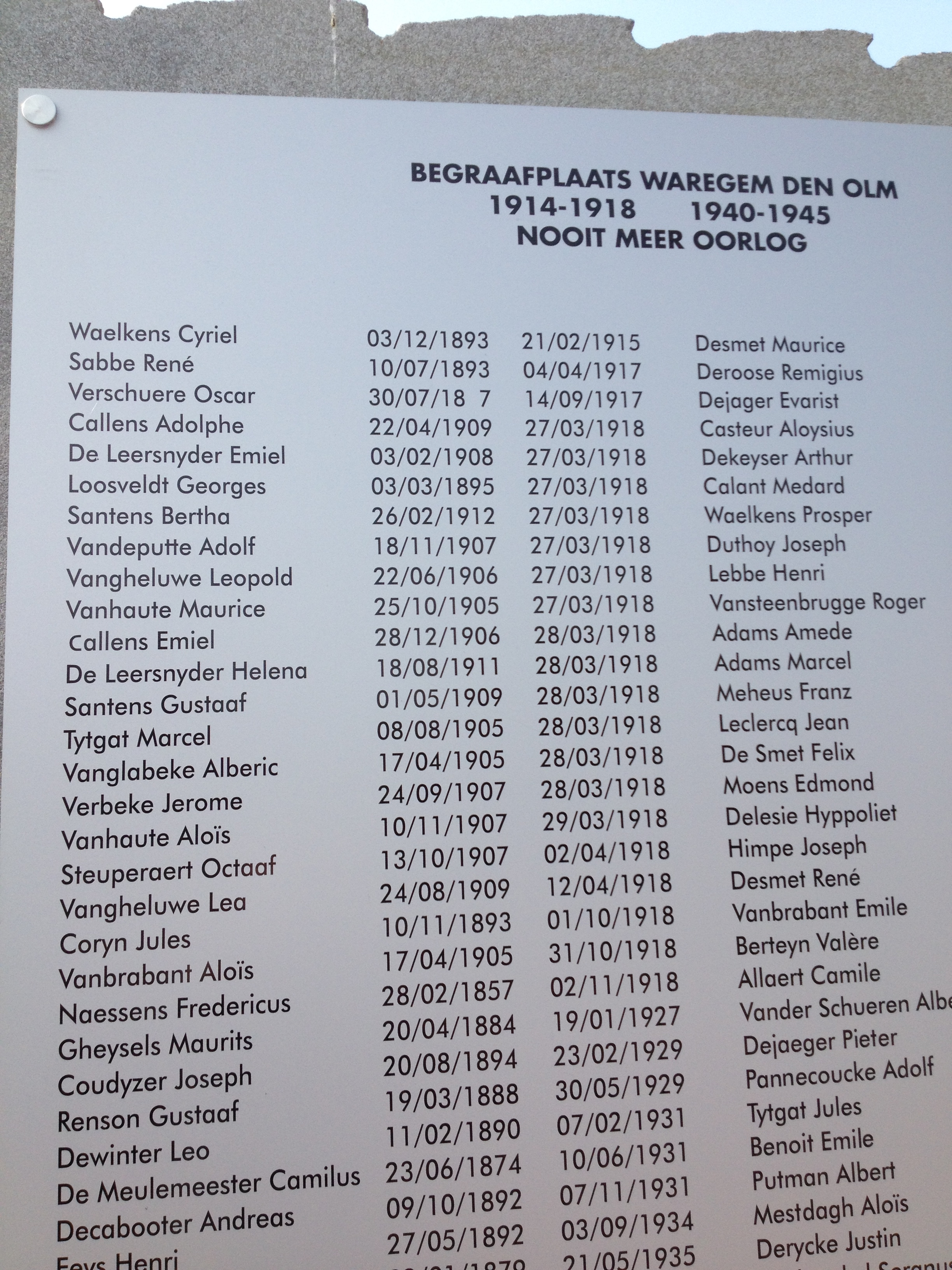
Gedenkplaat voor de Waregemse oorlogsslachtoffers, waaronder de kinderen uit Nieuwenhove

Op 27 maart 1918 gebeurde een tragisch ongeval waarbij verschillende kinderen het leven lieten en anderen levensgevaarlijk gewond raakten. Na de Duitse schietoefeningen op akkers te Nieuwenhove bleven verschillende projectielen onontploft achter. Het was verboden gebied voor de burgers maar daar had de 11-jarige Adolf Vandeputte geen oren naar. Toen hij op de akkers rondliep vond hij een nog onontplofte obus en bracht die mee. Fier met zijn vondst toonde hij na de schooluren het projectiel aan zijn klasgenoten en andere kinderen van de lagere school. Een 23-jarige jongen, Georges Loosveldt, wist hoe gevaarlijk dit was en riep de kinderen toe het projectiel onmiddellijk weg te gooien. De obus kwam echter terecht tegen de reling van de brug waardoor hij ontplofte. De ontploffing was te horen tot ver in het dorp en hulpverlening kwam snel op gang. Ook de Duitsers hielpen mee maar voor sommigen kwam alle hulp te laat en ook dagen nadien stierven nog verschillende kinderen en moesten anderen met een handicap en trauma verder leven.

## Einde van de grote oorlog
Waregem kreeg ook te maken met het oorlogsgeweld toen Desselgem zwaar beschoten werd. Na het station werd het centrum een tiental dagen zwaar beschoten. De kerktoren, het kasteel Casier en hele straten lagen in puin. Tientallen burgers kwamen om in de ingestorte en uitgebrande huizen. Aan het Leeuwke en de weg naar Anzegem kregen de Fransen veel tegenstand en de aanval mislukte nogmaals. De Duitsers trokken zich terug in de Spitaalsbossen om zich klaar te maken voor een volgende aanval. De 91ste en 37ste divisies van het Amerikaanse leger (American Expeditionary Forces) werden ter versterking opgeroepen in de gevechten in en rond de Spitaalsbossen waardoor er veel slachtoffers vielen in beide kampen. Op Allerheiligen, 1 november 1918 was West-Vlaanderen bevrijd en elf dagen na de gevechten rond Waregem en Tiegem kwam de oorlog ten einde.

## Flanders Field American Cemetery

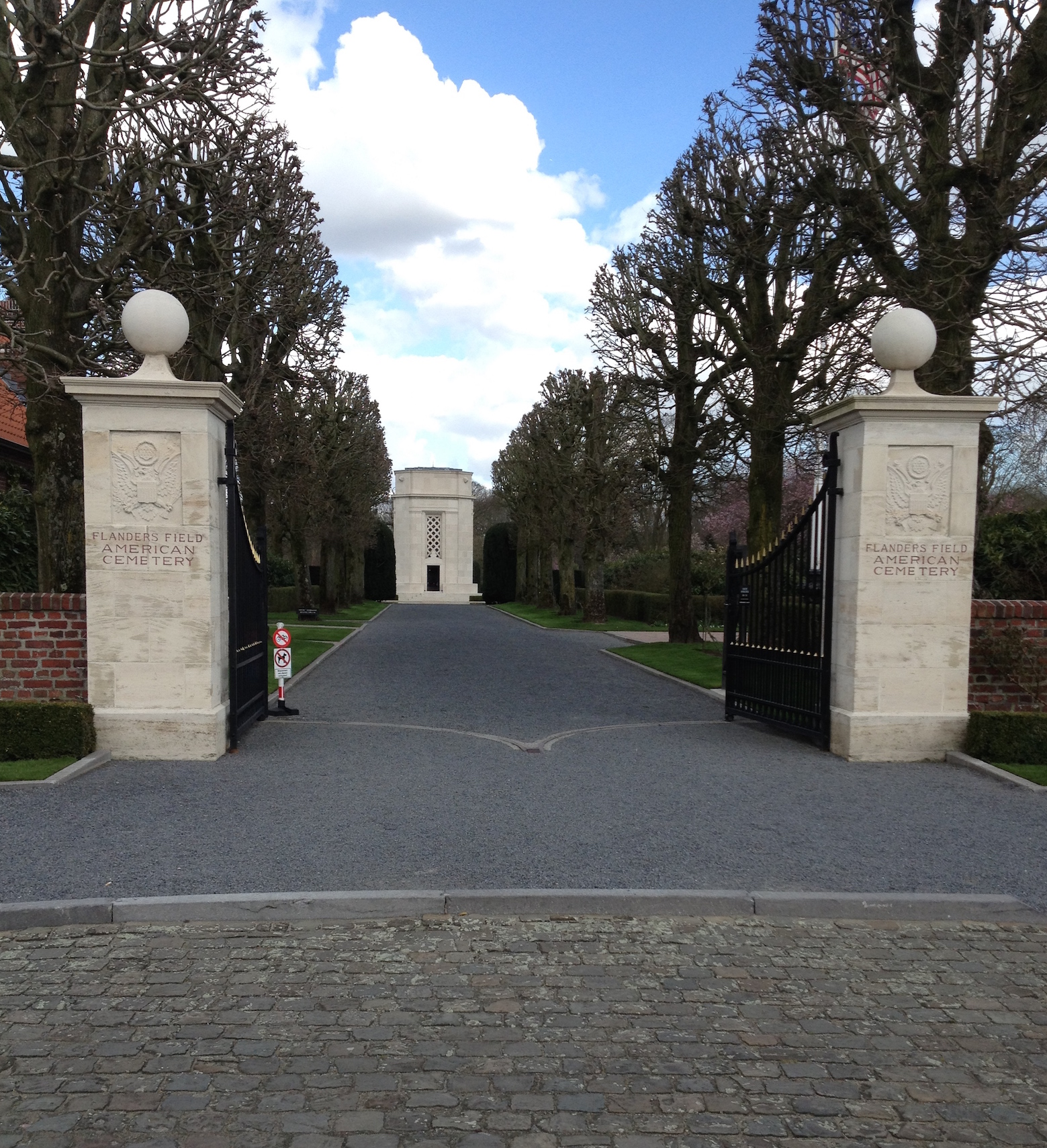
Ingang Flanders Field American Cemetery

De Flanders Field American Cemetery is de enige Amerikaanse militaire begraafplaats in België met gesneuvelden van de Eerste Wereldoorlog. Het was aanvankelijk de tijdelijke verzamelplaats voor de gesneuvelde soldaten van de 37ste en de 91ste divisies tijdens het laatste slotoffensief in de streek van Waregem-Oudenaarde. Het ligt vlak bij de Spitaalsbossen waar de meeste Amerikaanse soldaten gesneuvelden en telt 368 graven, waaronder acht graven met een davidster van Joodse soldaten en 21 graven van onbekende soldaten. België stond de grond voor eeuwigdurend gebruik af aan de Verenigde Staten. Op 26 maart 2014 kwam de Amerikaanse president Barack Obama de begraafplaats bezoeken.

## Memorial Day
Op de laatste maandag van mei gedenken de Verenigde Staten de gesneuvelde soldaten van de Eerste Wereldoorlog. Deze herdenkingsdag ontstond na de Amerikaanse Burgeroorlog om de slachtoffers te eren. Na de Eerste Wereldoorlog werd dit uitgebreid naar elk slachtoffer in militaire dienst. Charles Lindbergh vloog op 30 mei 1927 over het Flanders Field American Cemetery in zijn vliegtuig Spirit of St. Louis en liet een boeket met rode klaprozen vallen boven de graven van zijn landgenoten.